# Исторический музей Святогорского государственного историко-архитектурного заповедника
Исторический музей Святогорского государственного историко-архитектурного заповедника — музей, расположенный на территории Свято-Успенской Святогорской Лавры, в котором собраны материалы археологических исследований исторической территории Святых Гор и материалы по истории Святогорского монастыря.
Музейный фонд насчитывает более 14 тысяч экспонатов и только часть из них выставлена в экспозиции пяти залах музея, созданного в течение 2002—2005 годов в одном из помещений (корпус № 6) Лаврского архитектурного ансамбля Успенского собора XIX века.
Музей работает с 9:00 до 16:00 без выходных. По залам музея проводятся тематические экскурсии:
- «Историко-культурное наследие Святогорья». Продолжительность — 1 час 30 минут;
- «Древняя история Святогорья». Продолжительность — 45 минут;
- «История Святогорского Успенского монастыря XVII—XX веков». Продолжительность — 45 минут.

## Экспозиции

### Зал № 1
В первом зале представлены экспонаты, рассказывающие о поселении, быте и захоронениях людей, которые жили на этой территории в доисторические времена. Это первобытные орудия труда, оружие, посуда, украшения.
Духовная жизнь жителей Святогорья эпохи меди-бронзы (III—II тысячелетия до н. э) отражена в курганных захоронениях, воспроизведенных в центральной части экспозиции.
О пребывании в Святых Горах скифов и сарматов (VII в. до н. э. — II в. н. э.) свидетельствуют отдельные находки оружия, бытовых вещей и керамическая посуда, найденный во время археологических исследований Святогорского городища.

### Зал № 2
Во втором зале представлены экспонаты, свидетельствующие о жизни людей на территории Святогорья в VIII—XIV веках. Это остатки чугунно-литейного и ювелирного производства, медные деньги, своеобразная керамическая посуда. Уникальными считаются изделия искусства западноевропейского производства — образ рыцаря-крестоносца с девственницей. Специалисты считают, что в нём мастер изобразил средневековую легенду о Тристане и Изольде.
Также редкостью является икона XIV века «Святой Николай и семь спящих отроков Эфесских», найденная в селе Маяки в 15 км от Святых Гор.

### Зал № 3
Третий зал рассказывает об истории Святогорского Успенского монастыря в XVII—XIX веках. На диораме-макете восстановлен его первоначальный вид. Также в зале можно увидеть казацкое оружие XVI—XVII веков, так как в те времена здесь существовала Святогорская сторожа, казацкие кресты, посуда, изразцы и личные вещи монахов.

### Зал № 4
В экспозиции четвёртого зала представлены свидетельства о наличии архитектурных комплексов Святогорского монастыря: скит святого Арсения, монастырский больничный хутор, Спасов скит, которые были разрушены в XX веке и пока ещё не восстановлены.
Среди редких экспонатов этого периода — издания XIX века о жизни Иоанна Затворника Святогорского, канонизированного уже в XX веке (в 1995 году), памятные каменные плиты об освящении церкви святых апостолов Петра и Павла Святогорского монастыря в 1763 году.
Развитие наземного комплекса Святогорского Успенского монастыря началось в начале XVIII века, но было прервано его закрытием при секуляризации монастырского имущества по указу Екатерины II. Восстановление и расцвет архитектурного ансамбля Святогорского Успенского монастыря приходится на вторую половину XIX века. По проектам известных архитекторов Тона, Горностаева, Петцольдта создается новый монастырский комплекс с наиболее монументальными сооружениями: Успенским собором, Покровской церковью с колокольней, Преображенской церковью. По разработкам научных сотрудников заповедника в экспозиции создан макет-диорама центрального ансамбля XIX века, площадью 18 м².

### Зал № 5
В XVIII веке Святогорские земли были подарены императрицей Екатериной II князю Таврическому Григорию Потёмкину по его просьбе. В пятом зале представлен макет поместья Потёмкиных и предметы внутреннего убранства имения, мебель и прочее.